# Ivan Fon
Ivan Fon, slovenski srednješolski profesor, * 27. september 1860, Loka pri Zidanem mostu, † 11. maj 1912, Celje.

## Življenje in delo
Po končani gimnaziji v Celju (1880) je v Gradcu študiral klasično filologijo. Služboval je na učiteljišču v Mariboru, gimnaziji v Ljubljani (do 1890), Novem mestu ter od jeseni 1896 na slovenski nižji gimnaziji v Celju.
Napisal je serijo člankov O nravnoverski vzgoji v ljudski šoli (1888), sodeloval pri Janežič-Bartlovem nemško-slovenskem slovarju, sestavil nem.-slov. slovar k I. delu Prosch-Wiedenhoferjeve nemške čitanke za srednje šole (1890);  Latinsko-slovensko frazeologijo k VI. knjigi Cezarjevih komentarjev de bello Gallico (1907), s P. Končnikom je izdal nemško čitanko I in II za nižje razrede slovenskih dvojezičnih srednjih šol. 
Njegova hči je bila farmacevtka Emilija Fon (1897-1984), dopisovalka Jožeta Plečnika. 